# 토르가우

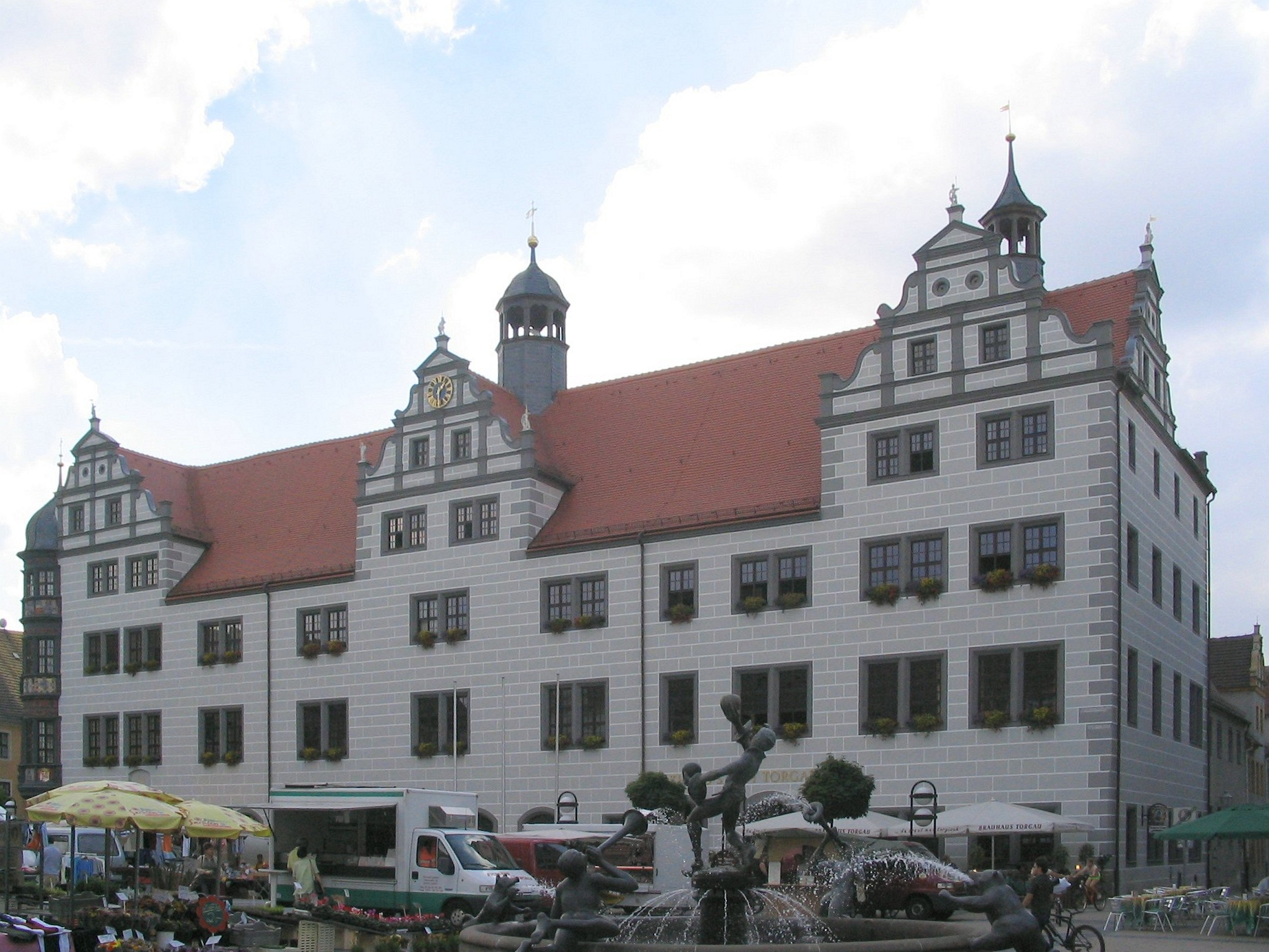
토르가우 시청

토르가우(독일어: Torgau)는 독일 북서부 작센주에 위치한 도시로 면적은 102.53km2, 인구는 20,047명(2015년 12월 31일 기준), 인구 밀도는 200명/km2이다. 엘베강 연안과 접한다.
1760년 11월 3일에 일어난 7년 전쟁의 전투인 토르가우 전투가 벌어진 곳이다. 제2차 세계 대전 중이던 1945년 4월 25일에는 미군과 소련군 사이에 엘베의 맹세가 펼쳐졌다.

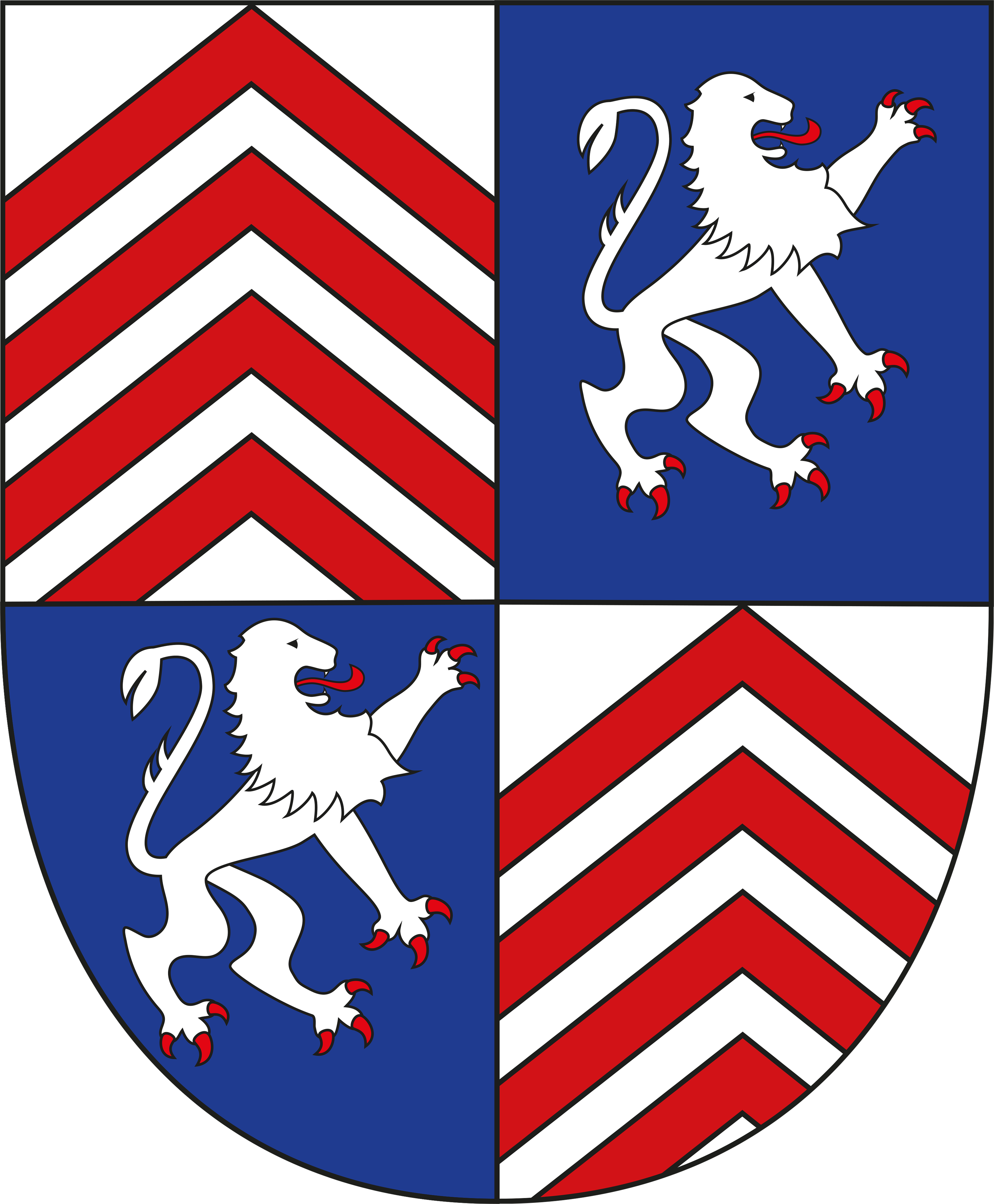
시 문장